# Додж-Сити (Канзас)
Додж-Сити (англ. Dodge City) — город в США, расположен в западной части штата Канзас на реке Арканзас, административный центр округа Форд. Население города 27 788 человек на 2020 год.
Додж-Сити является одним из символов эпохи Дикого Запада.

## История
Первым поселением белых в этом районе стал Форт-Манн, построенный в 1847 году для защиты переселенцев на Дороге Санта-Фе (англ. Santa Fe Trail) от нападений коренного населения. Индейцы, разозлённые этой помехой, на следующий год объединили силы нескольких племён и разгромили форт. Ситуация на переселенческих маршрутах усугублялась, и в 1850 году американские войска соорудили здесь новое укрепление, Форт-Аткинсон. В 1853 году он был заброшен в связи с перегруппировкой войск в данном районе. Местность, регулярно опустошаемая индейскими набегами, оставалась практически незаселённой вплоть до окончания гражданской войны.
Последовавший после неё сильнейший всплеск переселенческой активности резко обострил ситуацию на западе Канзаса — индейцы нападали на караваны пионеров и грабили их, уводя с собой молодых женщин и убивая всех остальных. Отдельные фермы и маленькие городки также часто становились объектами нападения дикарей. Для обеспечения безопасности колонистов в 1865 году был сооружён Форт-Додж (гарнизон форта стоял в нём до 1882 года). Собственно же город ведёт свой отсчёт с 1871 года, когда предприимчивый скотовод Генри Ситлер построил недалеко от форта крытую дёрном хижину, где могли бы ночевать переселенцы и пастухи. Благодаря выгодному положению на пересечении реки Арканзас и Дороги Санта-Фе место пользовалось популярностью. На следующий год рядом был открыт бар, хотя основу его клиентуры ещё долго составляли солдаты из близлежащего форта. В сентябре 1872 года к городу подошла железная дорога, и в том же году во всём восточном Канзасе был введён карантин, сделавший невозможным перегон туда живого скота из Техаса.

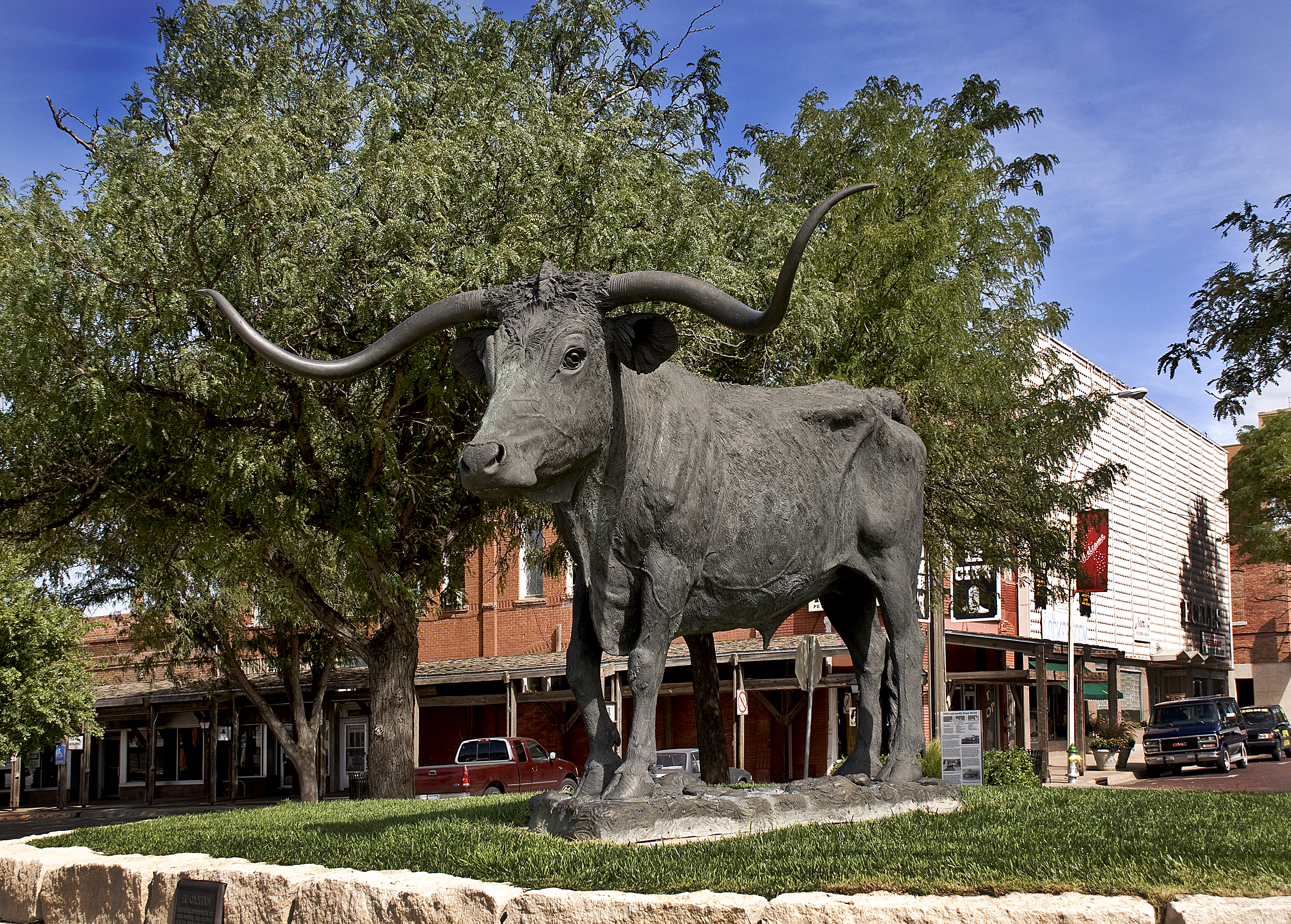
Техасский лонгхорн — порода, перегонявшаяся ковбоями из Техаса в Додж-Сити

В 1876 году граница карантина была сдвинута на запад, немного не дойдя до Додж-Сити. Таким образом, все конкурировавшие с городом за место проведения ярмарок скота поселения (например, Уичито) вышли из гонки, и Додж-Сити стал неофициальной ковбойской столицей, экономика которой росла как на дрожжах. Обратной стороной экономического процветания стал рост преступности, что, при наличии в городе сотен людей, отлично владеющих оружием, повлекло множество крупных перестрелок, прославивших маленький городок в прериях на общенациональном уровне.
В годы наибольшего расцвета (1883-84) Додж-Сити был процветающим городом, со множеством салунов, борделей, казино и тысячами ковбоев, их посещающими. Но в 1885 году, под давлением фермеров, Законодательная Ассамблея Канзаса распространила действие карантина на всю территорию штата. Торговля скотом и сопровождавшие её потоки денег ушли дальше на запад, и Додж-Сити стал маленьким сонным городком, выделяющимся среди остальных только своим бурным прошлым.

## География и климат
Додж-Сити находится на юго-западе штата Канзас, посреди Высоких равнин, на берегу реки Арканзас. Под городом находится одна из крупнейших в мире подземных водных систем, Ogallala Aquifer. В 40 километрах к востоку расположены крупные месторождения природного газа.
Город расположен в средне-западных прериях, в степном климате, с жарким, умеренно-дождливым ураганно-опасным летом и прохладной, сухой зимой.
| Показатель                    | Янв. | Фев. | Март | Апр. | Май  | Июнь | Июль | Авг. | Сен. | Окт. | Нояб. | Дек. | Год  |
| ----------------------------- | ---- | ---- | ---- | ---- | ---- | ---- | ---- | ---- | ---- | ---- | ----- | ---- | ---- |
| Абсолютный максимум, °C       | 27,0 | 30,0 | 37,0 | 38,0 | 41,1 | 44,0 | 43,0 | 43,0 | 42,0 | 37,0 | 33,0  | 30,0 | 44,0 |
| Средний суточный максимум, °C | 6,8  | 9,1  | 14,3 | 19,7 | 24,9 | 30,4 | 33,8 | 32,7 | 28,0 | 20,9 | 13,3  | 6,8  | 20,1 |
| Средняя температура, °C       | 0,1  | 2,2  | 6,9  | 12,2 | 17,9 | 23,3 | 26,4 | 25,6 | 20,7 | 13,7 | 6,2   | 0,4  | 13,0 |
| Средний суточный минимум, °C  | −6,6 | −4,8 | −0,6 | 4,6  | 10,8 | 16,1 | 19,1 | 18,5 | 13,3 | 8,3  | −0,9  | −6   | 5,6  |
| Абсолютный минимум, °C        | −29  | −32  | −26  | −13  | −7   | 2,0  | 8,0  | 6,0  | −2   | −12  | −25   | −29  | −32  |
| Норма осадков, мм             | 15   | 18   | 40   | 46   | 73   | 82   | 78   | 70   | 42   | 44   | 19    | 21   | 549  |
| Источник: NОАА                |      |      |      |      |      |      |      |      |      |      |       |      |      |

## Население
На 2012 год в городе проживало 28 075 человек. Расовый состав населения:
- белые — 37,6 % (в 1970 — 88,9 %)
- латиноамериканцы (всех рас) — 57,1 %
- негры — 2,1 %
- азиаты — 1,7 %
- индейцы — 0,8 %

Среднегодовой доход на душу населения в 2010 году составил 18 350 долларов США, средний возраст горожан — 29 лет. Уровень преступности немного выше среднего по США и штату.
| Численность населения | Численность населения | Численность населения | Численность населения | Численность населения | Численность населения | Численность населения | Численность населения |
| 1880                  | 1890                  | 1900                  | 1910                  | 1920                  | 1930                  | 1940                  | 1950                  |
| --------------------- | --------------------- | --------------------- | --------------------- | --------------------- | --------------------- | --------------------- | --------------------- |
| 996                   | ↗1763                 | ↗1942                 | ↗3214                 | ↗5061                 | ↗10 059               | ↘8487                 | ↗11 262               |
| 1960                  | 1970                  | 1980                  | 1990                  | 2000                  | 2010                  | 2020                  |                       |
| ↗13 520               | ↗14 127               | ↗18 001               | ↗21 129               | ↗25 176               | ↗27 340               | ↗27 788               |                       |

## Экономика и транспорт

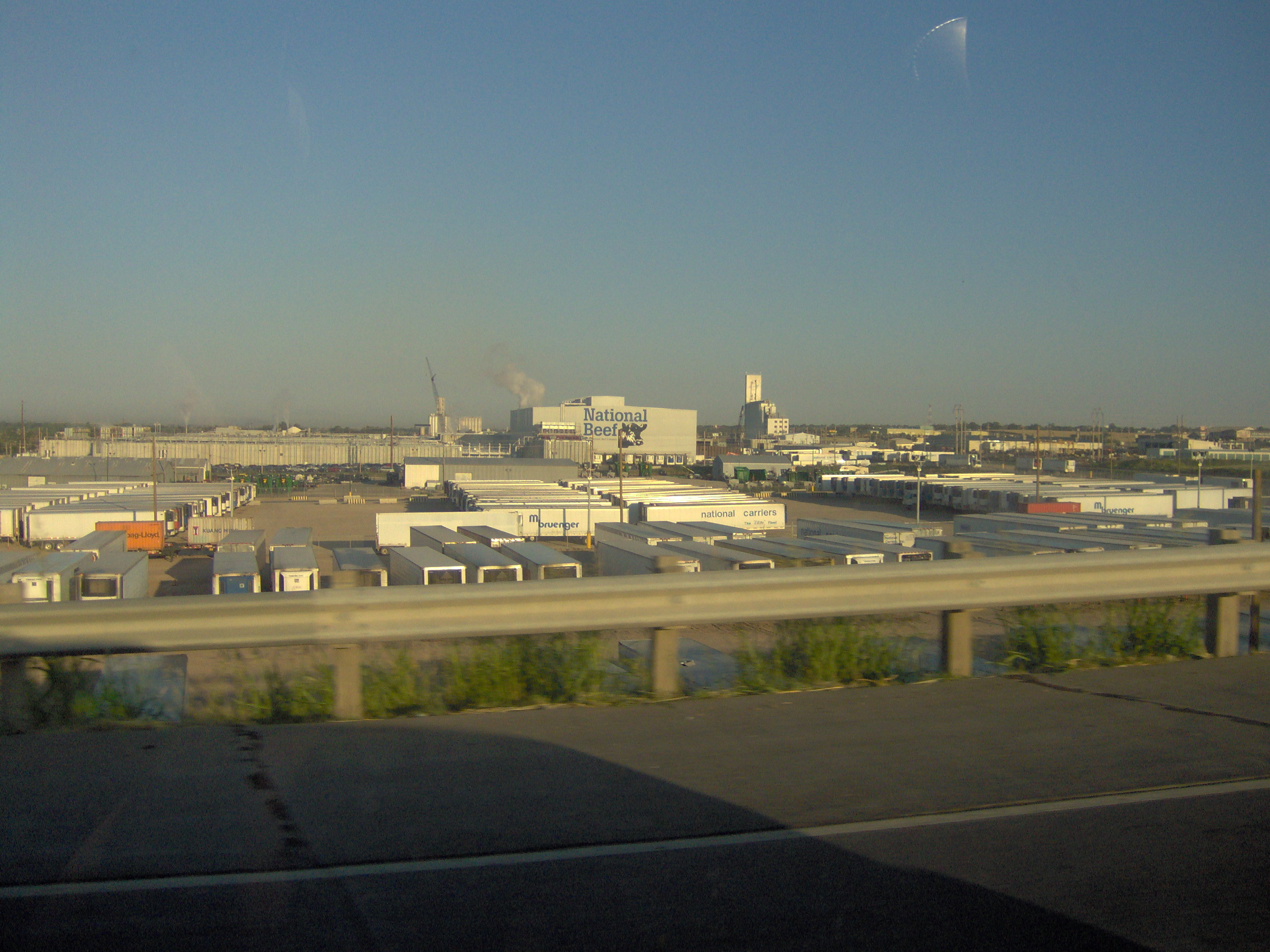
Мясокомбинат National Beef

Основу городской экономики составляет переработка продукции сельского хозяйства, особенно мясного скотоводства (забой, разделка и упаковка мяса крупного рогатого скота). В городе размещены два больших мясокомбината крупнейших американских производителей говядины — Cargill Meat Solutions и National Beef. Также Додж-Сити является торговым центром для прилегающего сельскохозяйственного района. Предпринимаются попытки развивать туризм (опираясь на прошлое города как «столицы ковбоев»).
Муниципальный аэропорт (IATA: DDC, ICAO: KDDC) расположен в 3,5 километрах к востоку от города, из него совершается один регулярный рейс в день в Денвер. Пассажирооборот аэропорта составляет около 4 тыс. чел. в год.
Через Додж-Сити проходят скоростные шоссе US 50, US 56, US 283 и US 400, а также три железнодорожных линии. На городском железнодорожном вокзале ежедневно останавливается поезд Southwest Chief, следующий по маршруту Чикаго — Лос-Анджелес. Общественный транспорт города представлен несколькими автобусными маршрутами и входит в общую для нескольких округов систему SKRTC (Southwest Kansas Regional Transportation Council).